# Барограф
Барограф је метеоролошки инструмент за регистрацију промјена атмосферског притиска. Ради на принципу барометра којем је придодат регистрациони уређај.
- Барограф у кућишту.
- Анероидне капсуле и веза с писаљком.
- Барограф без кућишта.

Постоје метални барометри и барометри са живом. Метални барометар по Ришару (Richard) се састоји од неколико спојених анероидних капсула, с којима је повезано перо писаљке. Промјена притиска врши промјене димензија капсула, и писаљка биљежи промјене на папирну траку обавијену око ваљка. Ваљак врло споро ротира помоћу сатног механизма, и овим се добија стални запис.
Ваљак се окреће једном дневно, или једном седмично, већ зависно од уређаја. Добијена кривуља или крива се зове барограм.
Живини барометри су тачнији. Они имају пловак на површини живе, спојен са писаљком. Површина живе мијења висину зависно од атмосферског притиска. Постоје и конструкције живиних барометара на принципу ваге, или очитавања висине живе фото-електричним или фотографским путем.
Барограф се користи у метеоролошким станицама, а при аеролошким мјерењима је саставни дио метеорографа. Користи се и у авионима за мјерење висине.